# Husgölen (Fridlevstads socken, Blekinge, 624529-148290)
Husgölen är en sjö i Karlskrona kommun i Blekinge och ingår i Nättrabyåns huvudavrinningsområde.